# 韦特鲁普
韦特鲁普是德国下萨克森州的一个市镇。总面积13.83平方公里，总人口547人，其中男性286人，女性261人（2011年12月31日），人口密度40人/平方公里。